# Nadleśnictwo Włoszczowa
Nadleśnictwo Włoszczowa – samodzielna jednostka organizacyjna Lasów Państwowych w Regionalnej Dyrekcji Lasów Państwowych w Radomiu z siedzibą we Włoszczowie.

## Grunty w zarządzie
Nadleśnictwo zarządza gruntami Skarbu Państwa o łącznej powierzchni 14698,29 ha, w dwóch obrębach:
- Oleszno – 6901,88 ha
- Włoszczowa – 7796,41 ha.

w tym
- Lasy stanowiące własność Skarbu Państwa o powierzchni 14.382 ha,
- lasy niestanowiące własności Skarbu Państwa o powierzchni 6.929 ha,
- lasy stanowiące współwłasność Skarbu Państwa i osób fizycznych o powierzchni 65 ha.

Grunty leśne położone są w całości w województwie świętokrzyskim, w powiatach:
Powiat jędrzejowski:
- gmina Oksa – 185 ha
- gmina Małogoszcz – 5 ha

Powiat kielecki:
- gmina Łopuszno – 1009 ha

Powiat konecki:
- gmina Słupia Konecka – 533 ha

Powiat włoszczowski:
- gmina Krasocin – 4797 ha
- gmina Włoszczowa – 7692 ha

## Charakterystyka drzewostanu
Pod względem powierzchniowym głównymi gatunkami panującymi w drzewostanach nadleśnictwa są sosna – 83,23% i olsza – 10,85%.
Pozostałe gatunki tj. Brzoza, Dąb, Jeśion, Świerk, Jodł, Modrzew, Buk, Osika, Grab, Akacja stanowią niecałe – 6%. Stanowią one o bioróżnorodności ekosystemów leśnych, ale nie mają znaczenia gospodarczego.

## Położenie geograficzne
Nadleśnictwo Włoszczowa według regionalizacji przyrodniczo – leśnej położone jest w terenie:
Krainy VI – Małopolskiej, Dzielnicy 2 – Gór Świętokrzyskich, Mezoregionie – Łysogórskim (b), Dzielnicy 9 – Wyżyny Środkowomałopolskiej, Mezoregionu – Jędrzejowsko – Włoszczowskiego (a)

## Warunki hydrologiczne
Grunty nadleśnictwa położone są w zasięgu zlewni:
- rzeki Pilicy,
- rzek: Czarna Włoszczowska i Zwlecza (prawobrzeżne dopływy Pillicy),
- rzeki Lipnicy (lewy dopływ Nidy).

## Rezerwaty
- „Oleszno” – florystyczny rezerwat częściowy na terenie leśnictwa Zabrody o powierzchni 31,43 ha został utworzony w 1970 roku w celu zachowania ze względów naukowych i dydaktycznych fragmentu drzewostanów wielogatunkowych o charakterze naturalnym, ze znacznym udziałem olszy czarnej i jesiona wyniosłego.
- „Ługi”- faunistyczny rezerwat częściowy na terenie leśnictwa Kurzelów o powierzchni 88,07 ha. Został utworzony w 1981 roku w celu zachowania miejsc lęgowych wielu gatunków ptaków związanych ze środowiskiem wodno-bagiennym i leśnym.
- „Ewelinów”- jest rezerwatem częściowym, w którym głównym przedmiotem ochrony są chronione, zagrożone i rzadkie gatunki rośli naczyniowych, a także fragment krajobrazu zbiorowiska leśne- grądowe i bory mieszane. Obszar rezerwatu wynosi 14,89 ha

## Parki Krajobrazowe
- Przedborski Park Krajobrazowy – utworzony został w 1988 roku. Wchodzi w skład Nadpilicznych Parków Krajobrazowych. Położony jest w północno-zachodniej części województwa świętokrzyskiego oraz południowo-wschodniej części województwa łódzkiego.

W zasięgu terytorialnym Nadleśnictwa Włoszczowa zajmuje on 2201,90 ha. Pod względem geomorfologicznym ta cześć „Parku” należy do Pasma Przedborsko-Małogoskiego, Niecki Włoszczowskiej i Wzgórz Łopuszańskich.

## Obszary chronionego krajobrazu
- Włoszczowsko – Jędrzejowski Obszar Chronionego Krajobrazu – Położony jest w zachodniej i centralnej części województwa świętokrzyskiego. Na terenie Nadleśnictwa Włoszczowa zajmuje on powierzchnię 2734,72 ha. Został utworzony w celu ochrony wód zlewni rzek: Pilicy i Nidy, jak również głównego zbiornika wód podziemnych „Niecka Miechowska”

- Konecko – Łopuszcański Obszar Chronionego Krajobrazu – Obejmuje swoim zasięgiem stosunkowo niewielki fragment lasów obrębu Oleszno o powierzchni 377,05 ha. Krajobraz w południowej części, która znajduje się w zasięgu terytorialnym nadleśnictwa, ukształtowany jest przez lasy rozdzielone łąkami, wrzosowiskami i torfowiskami, wyraża się mniejszą lesistością niż północna część, gdzie przeważają zwarte kompleksy o charakterze naturalnym.

- Przedborski Oobszar Chronionego Krajobrazu – Obszar ten stanowi otulinę Przedborskiego Parku Krajobrazowego. Teren ten w zasięgu działania Nadleśnictwa Włoszczowa zajmuje 412,57 ha. Charakteryzuje się głównie krajobrazem rolniczym i w niewielkim stopniu obejmuje ekosystemy leśne. Zlokalizowanych jest tu wiele zabytków architektonicznych głównie w miejscowościach Oleszno i Wola Świdzińska.

## Klimat
Klimat jest właściwy dla Regionu Wschodniomałopolskiego (R-XXI). Najcieplejszym miesiącem jest lipiec z przeciętną temperaturą +19,0 °C, a najzimniejszym grudzień z przeciętną temperaturą −2,2 °C. Średnia temperatura roczna ok. +7,8 °C. Ilość rocznych opadów atmosferycznych w wymienionym okresie wynosi średnio ok. 662 mm. Średni okres zalegania pokrywy śnieżnej wynosi ok. 70 dni. Okres wegetacyjny w przedziale 208–220 dni.

## Obszar Natura 2000
- Dolina Górnej Pilicy
- Dolina Białej Nidy